# Leroy & Stitch
Leroy & Stitch är en tecknad film som utspelas efter TV-serien om Lilo & Stitch från 2003. Filmen hade premiär 2007.

## Handling
Lilo, Stitch, Jumba och Pleakley har åkt till Förenade Galaktiska Federationens högkvarter på planeten Turo för att hyllas som hjältar för att de äntligen efter tre års jakt lyckats samla in alla Jumbas 625 genetiska experiment, gjort dem från onda till goda och hittat en plats till vart och ett av dem. Som belöning får Jumba återvända till sitt gamla laboratorium, Pleakley får ett jobb på G.A.A.H. (Galaktiska Alliansens Allmänna Högskola), Stitch får jobbet som Galaktiska flottans kapten och Lilo blir Förenade Galaktiska Federationens första ambassadör från Jorden och de 625 experimentens beskyddare. Men det betyder att alla fyra tvingas ta farväl. Stitch, Jumba och Pleakley vill ha jobben men när de ser hur ledsen Lilo håller på att bli säger de att de vill åka hem. Efter lite betänketid låter Lilo de andra åka. Under tiden hjälper Gantu (Galaktiska flottans förra kapten) den ondsinte dr. Jacques von Hämsterviel att rymma från fängelseasteroiden. Hämsterviel och Gantu åker till Jumbas labb och tvingar honom att skapa en ondare version av Stitch. Jumba skapar då ett experiment som liknar Stitch på pricken, förutom att han är röd i stället för blå. Hämsterviel döper honom till Leroy och skapar en hel armé av Leroy-kloner. Lilo måste samla ihop gänget igen för att klara den här svåra utmaningen.

## I rollerna
- Daveigh Chase - Lilo Pelekai
- Chris Sanders - Stitch/Leroy
- David Ogden Stiers - Dr. Jumba Jookiba
- Kevin McDonald - Agent Wendy Pleakley
- Kevin Michael Richardson - Gantu
- Jeff Bennett - Dr. Jacques von Hämsterviel
- Rob Paulsen - Reuben/Experiment 625
- Tia Carrere - Nani Pelekai
- Zoe Caldwell - Högsta rådsdamen

## Svenska röster
- Amanda Jennefors - Lilo Pelekai
- Andreas Nilsson - Stitch/Leroy
- Raymond Björling - Dr. Jumba Jookiba
- Johan Svensson - Wendy Pleakley
- Ewert Ljusberg - Gantu
- Fredde Granberg - Dr. Jacques von Hämsterviel
- Roger Storm - Reuben/Experiment 625
- Anna-Lotta Larsson - Nani Pelekai
- Monica Forsberg - Högsta rådsdamen